# Ecpyrrhorrhoe rufipicta
Ecpyrrhorrhoe rufipicta is een vlinder uit de familie van de grasmotten (Crambidae), uit de onderfamilie van de Pyraustinae. De wetenschappelijke naam van deze soort is voor het eerst voorgesteld als Asopia rufipicta door Arthur Gardiner Butler in een publicatie uit 1880.
De soort komt voor in India (Meghalaya) en Taiwan.